# Kévin Debris
Kévin Debris est un footballeur français né le 10 mai 1984 au Havre. Il évoluait au poste de défenseur.
Il a remporté la Coupe du monde des moins de 17 ans en 2001 avec l'équipe de France.

## Biographie
Originaire de Saint-Romain-de-Colbosc, Kévin Debris joue très jeune au HAC, avant d'être intégré à son centre de formation.
En mai 1999, aux côtés de Sinama-Pongolle et Le Tallec, deux autres joueurs du HAC, il est finaliste de la Coupe nationale des 14 ans avec la sélection de la Ligue de Normandie, dont il est le capitaine. Il s'incline 2-0 en finale face à la Ligue de Paris-IDF menée par Mourad Meghni et Jacques Faty.
Avec cette même génération, il remporte ensuite avec l'équipe de France, l'Euro des moins de 16 ans 2001 puis le Mondial U17.
Suivent quatre saisons au HAC (dans les équipes de jeune et l'équipe réserve), puis Kévin Debris part pour l'Espagne. Il participe à la montée de Ponferradina en deuxième division, et après une saison en D2, rejoint l'équipe réserve de l'Atlético de Madrid. Il connaît ensuite, en Espagne, trois autres clubs de troisième division. Après une saison en Equateur et deux saisons dans des clubs amateurs de Normandie, Kévin Debris met un terme à sa carrière de footballeur en 2015, à 31 ans,.

## Carrière
- 1999-2005 :  Le Havre AC
- 2005-2007 :  SD Ponferradina
- 2007-2008 :  Atlético de Madrid
- 2008-2009 :  UD Mérida
- 2009-2010 :  Caravaca CF
- 2010-2012 :  Cerro de Reyes Atlético
- 2012-2013 :  Union Sportive Lillebonnaise
- 2013-2014 :  Imbabura Sporting Club[4]
- 2014 - 2015 : Saint-Romain-de-Colbosc

## Palmarès
Il est Champion du monde des moins de 17 ans en 2001.